# Saumane-de-Vaucluse
 Saumane-de-Vaucluse  es una población y comuna francesa, en la región de Provenza-Alpes-Costa Azul, departamento de Vaucluse, en el distrito de Aviñón y cantón de L'Isle-sur-la-Sorgue.
Está integrada en la Communauté de communes du Pays des Sorgues et des Monts de Vaucluse.

## Demografía
| 393 | 340 | 443 | 581 | 644 | 684 |
| Para los censos de 1962 a 1999 la población legal corresponde a la población sin duplicidades (Fuente: INSEE [Consultar]) |     |     |     |     |     |